# Michael Feiner
Michael Feiner, nascido em Gotemburgo, na Suécia, em 1971, é um músico, produtor musical, compositor, multi-instrumentista e DJ. Ele é membro do duo sueco The Attic, juntamente com seu amigo Eric Amarillo.
DJ de sucesso, ele também desenvolveu uma carreira solo e teve muitas colaborações com artistas estabelecidos e é a voz por trás de um número de grande pista de dança sucessos como "Together" com Axwell & Sebastian Ingrosso, "Fairplay (Let There Be Love) ", com Markus Gardeweg, " In Your Eyes" e "Flash In The Night", com sua própria banda The Attic.

## Discografia
- 2006: "Midsummer"
- 2006: "Folka"
- 2009: "Fairplay (Let There Be Love)" (creditados Markus Gardeweg feat. Michael Feiner)
- 2009: "Peace"
- 2009: "Must Be the Music"
- 2010: "Music Will Turn You On" (creditados Michael Feiner & Eric Amarillo)
- 2010: "Free" / "Party People (creditados Michael Feiner & Eric Amarillo)

Músicas & colaborações
- 2005: "Together" (creditados Axwell & Sebastian Ingrosso com Michael Feiner)
- 2006: "I Need a House (Michael Feiner Mix)" por Marie Sernehol
- 2008: "Rise and Shine" (creditados Michael Mind feat. Michael Feiner)
- 2008: "All On You" de Danny Saucedo (escrito por Michael Feiner & Eric Amarillo)
- 2008: "Saturday Night" (creditados Michael Feiner feat. Daniel Lindström)[2]
- 2009: "Don't Let Me Down" (creditados Eddie Thoneick feat. Michael Feiner, a partir da compilação Ministry of Sound Sessions Six)
- 2009: "Pangea" / "Better Ways" (creditados Albin Myers feat. Michael Feiner)
- 2009: "Stars" (creditados DBN vs. Tommy Trash feat. Michael Feiner)
- 2011: "The Days to Come" (creditados Arias & Arno Cost feat. Michael Feiner)
- 2014: "We Will Recover" (creditados Kaaze & Michael Feiner)